# 纺织工业
纺织工业涉及的领域很多，分类方式也有几种，可以按照纺织加工的材料来分：
- 棉纺
- 丝绸加工
- 麻纺
- 毛纺
- 化纤
- 纺织品检测

也可以按照织造的方法分为：
- 针织
- 机织
- 无纺

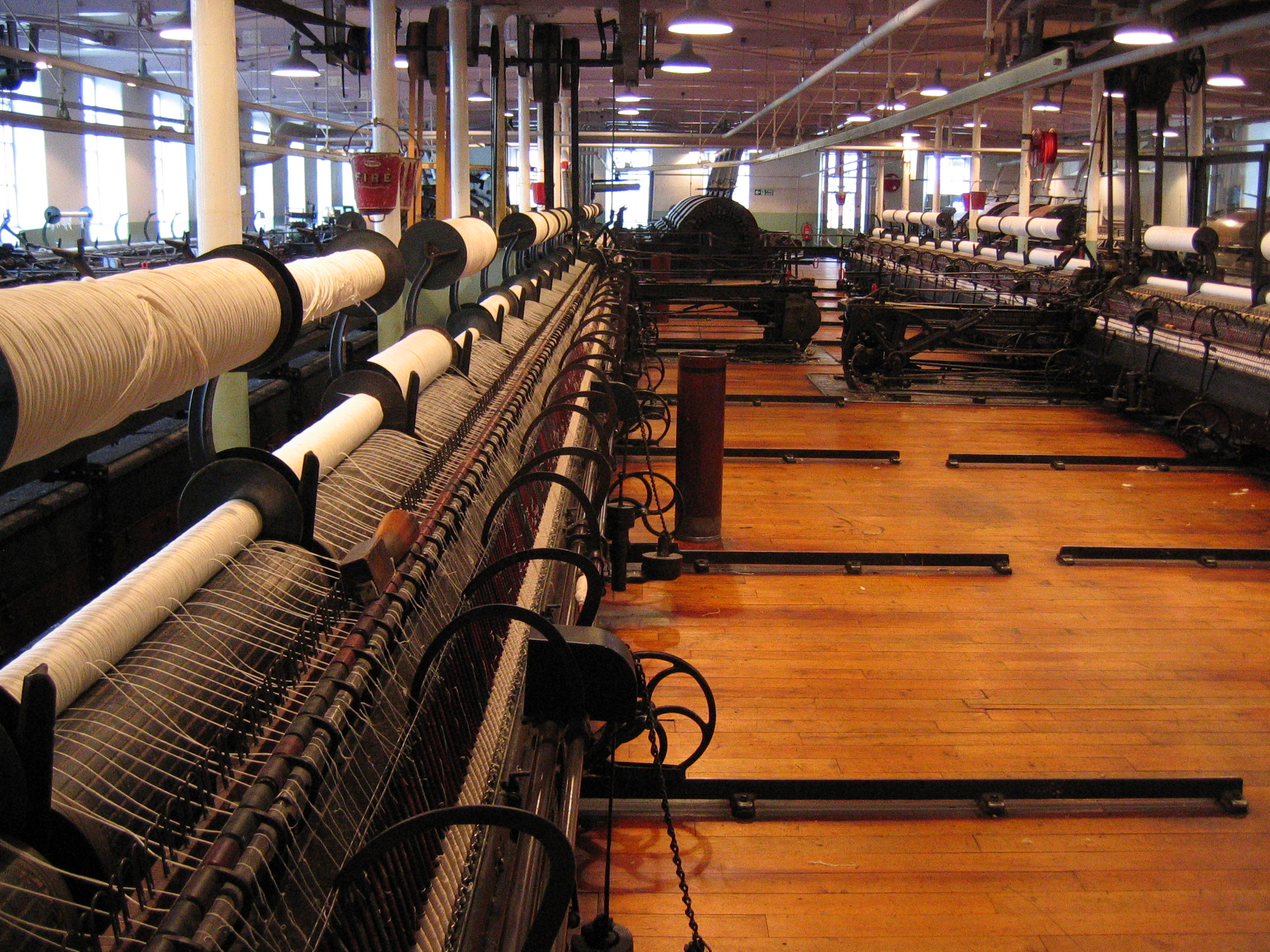
紡織廠

各道工序都有化学加工存在，不过存在化学加工最多的要数化学纤维工业和染整工业。